# 豆豉

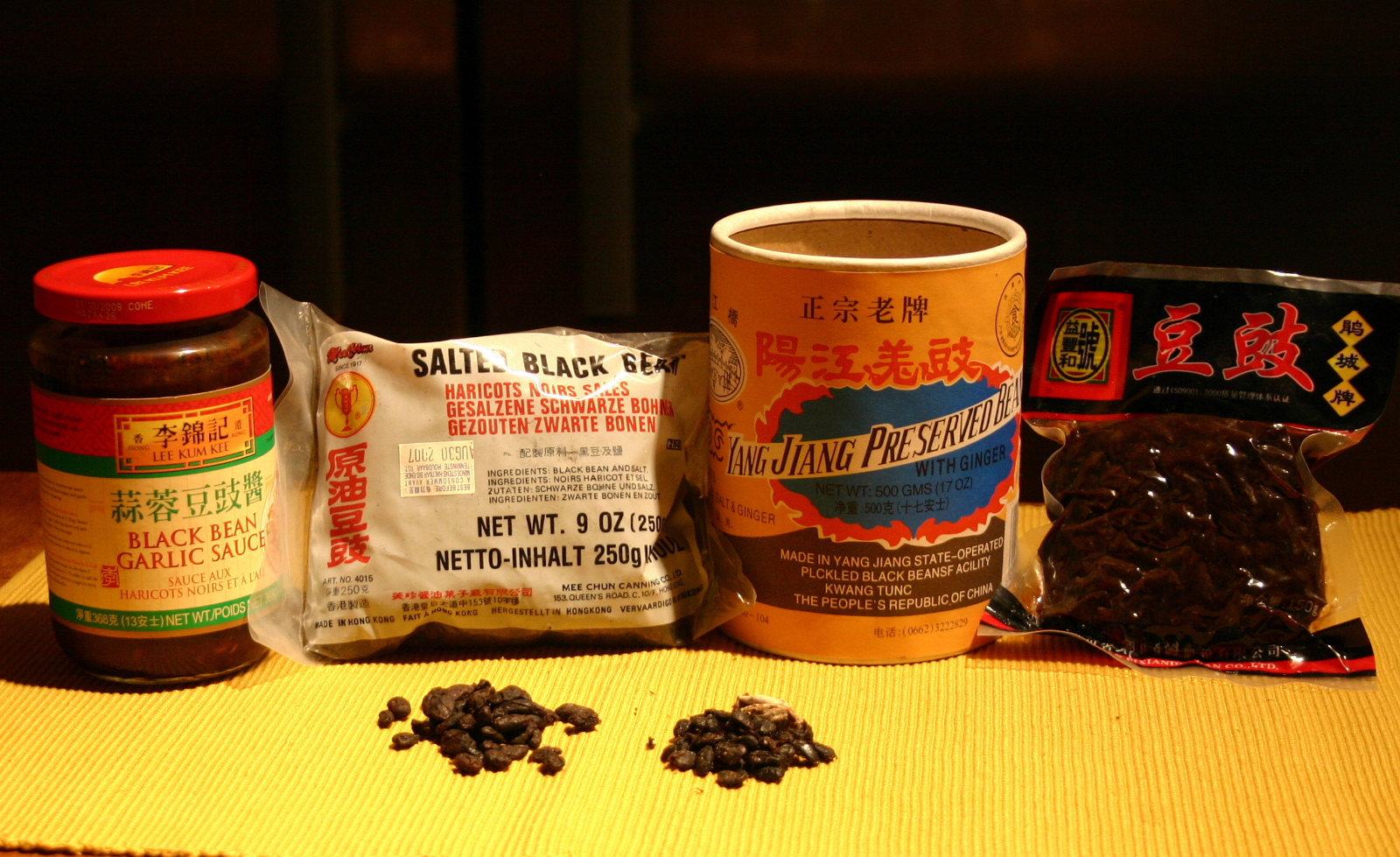
不同豆豉及相关产品

豆豉，又稱為大苦、幽菽、嗜，亦有豆豉颗（贵阳）、豆发（雷州）、蔭豉（閩南、臺灣，臺羅：ìm-sīnn-á）、豆鹹（厦门）等名稱，是一种發酵過的豆製品，在中華料理中用來調味。

## 历史

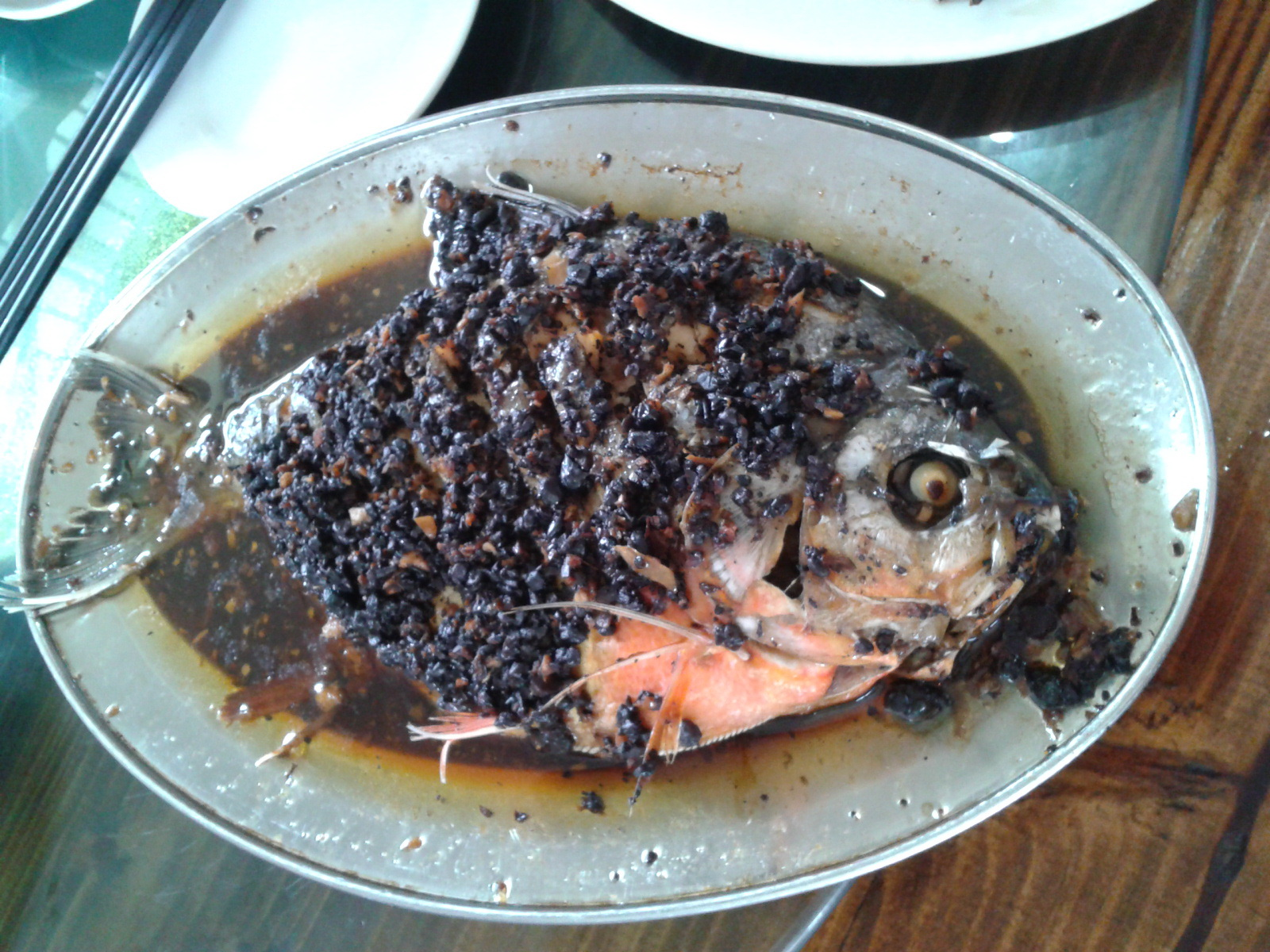
蒸鱼時放上豆豉作調味品，是中國地方常見烹調方式

在先秦文献中未发现关于豆豉的记载。豉最早出现在汉代。《史记·货殖列传》提到豉，《前汉书·货殖列传》中记述两个商人因因经营豉的生意而致富；马王堆汉墓中126、301两个缸里盛豉。兩汉、三國时期，豉是日用的调味品，也可以入药。《齐民要术》《本草纲目》都记载有咸豆豉和淡豆豉的制法。

## 製作
第一阶段：製豆麴。将大豆（黄豆或黑豆）浸泡三天，蒸透，平摊草席上三寸厚，用灯芯草覆盖；三天后豆面长满黄色菌丝，将豆在水中浸泡，取出晾干。此时，霉菌的酶水解大豆中的蛋白质，产生使豆带苦味的物质，必须水泡去苦，但必须还保留很多酶。
第二阶段：将豆麴拌上豆汁、盐放入陶制的大缸中，用泥巴封口，在院子停放27天发酵，取出发酵的大豆，晒干，蒸煮，摊晒，再蒸煮，反复三次，三晒后即得成品豆豉。在此阶段，真菌在厌氧环境下被抑制，而残留的酶继续分解大豆的蛋白质，产生乳酸菌，进一步抑制其他细菌生长；在反复蒸晒中，芳香氨基酸被氧化变黑，赋予豆豉特有的色香。

## 漢藥[需要可靠醫學來源]

### 性味
甘、微苦、平。

### 歸經
入肺、胃經。

### 功效
- 治傷風感冒、惡寒發熱、頭痛鼻塞
- 治熱病後，虛煩不眠
- 本品重用一兩以上，可治血尿[來源請求]
- 抗凝血[來源請求]

### 禁忌
豆豉退乳，哺乳婦女忌用。

## 與日本納豆的關聯
日本的一些佛教寺院如京都府的大德寺、天龙寺、一休寺，静冈县的大福寺以及附近的民间企业也生产在宋代由中国学来的豆豉，叫做寺纳豆或盐辛纳豆，這就是納豆的辭源，不過传统制法的鹽味豆豉並沒有黏性而且味苦，後來日本人在偶然間發現了一種黏稠的大豆，現在納豆被用來描述這種方法製作的發酵品，於是成為了日本的獨有菜色。静冈县滨松市附近的也称为滨纳豆。一般直接食用或与米饭、稀饭等一起吃，不怎么用作调料。

## 名产地
- 山東臨沂市（八寶豆豉）
- 重庆永川区
- 湖南瀏陽市
- 廣東陽江市
- 廣東羅定市
- 廣東新丰县遥田镇
- 广西昭平县黄姚镇

## 外部連結
- 淡豆豉 中藥材圖像數據庫  (香港浸會大學中醫藥學院) （中文）（英文）
- 豆豉加工工艺及质量标准
- 豆豉的营养价值